# Jaskinia Szachownica

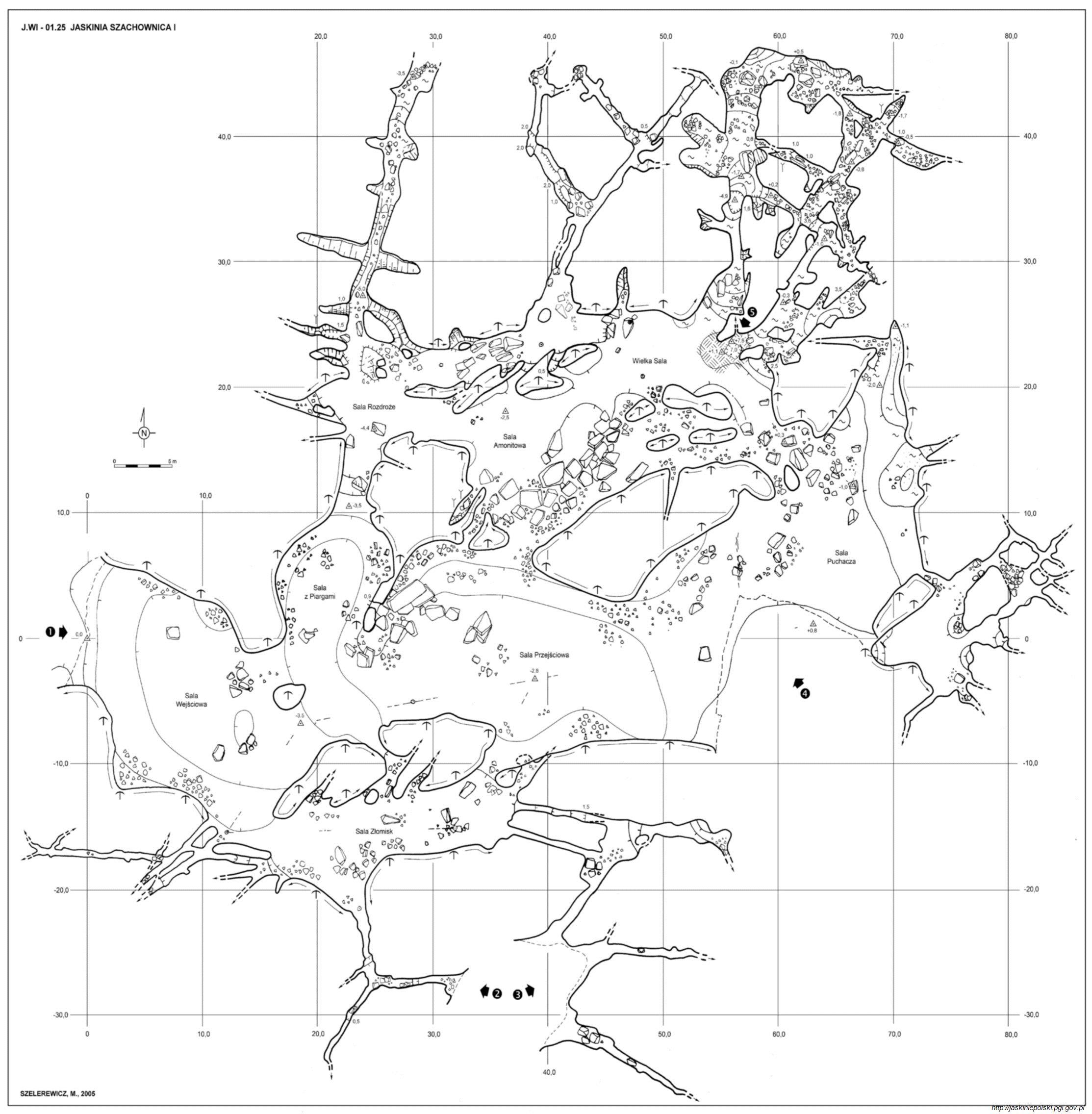
Plan Szachownicy I

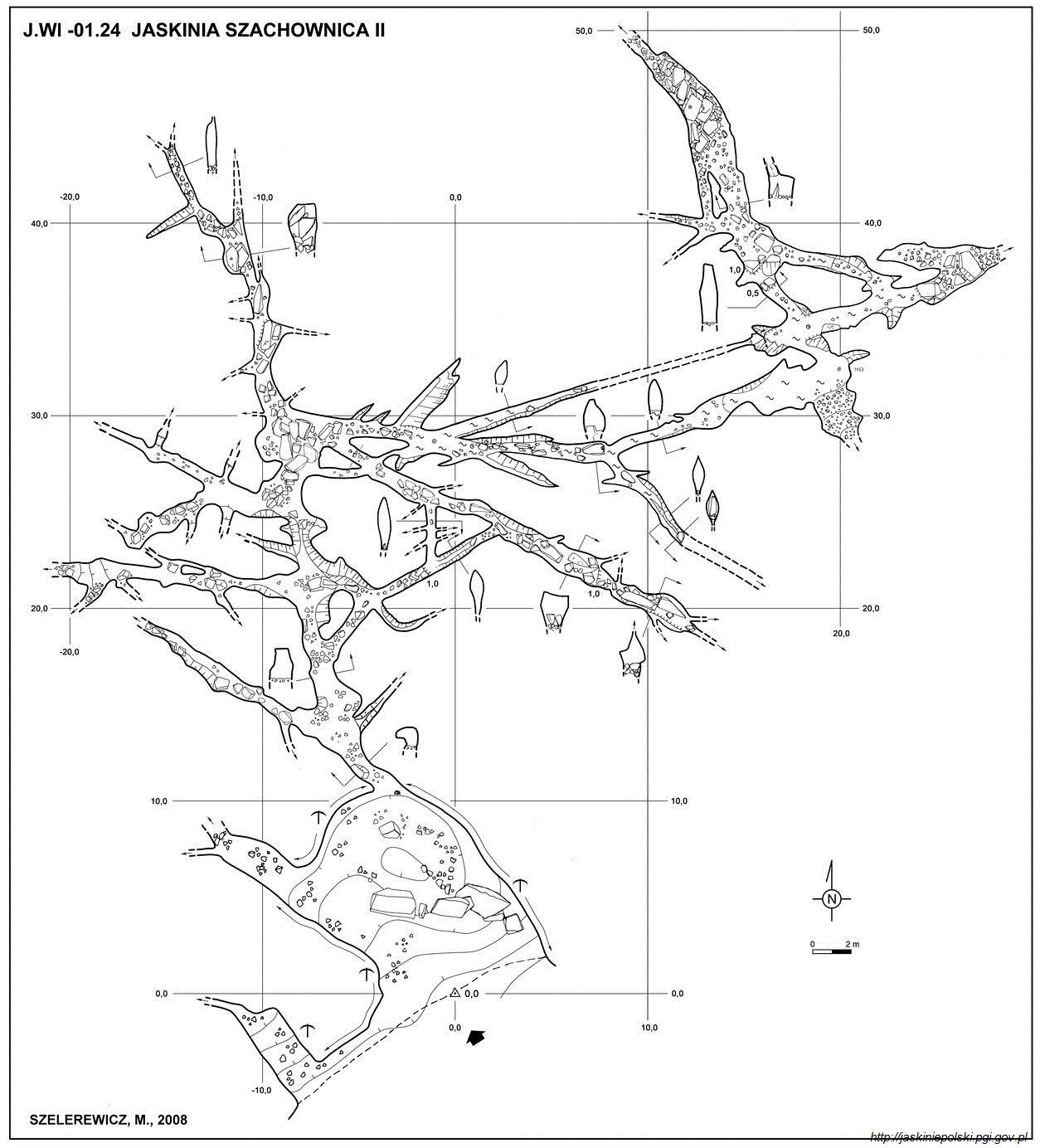
Plan Szachownicy II

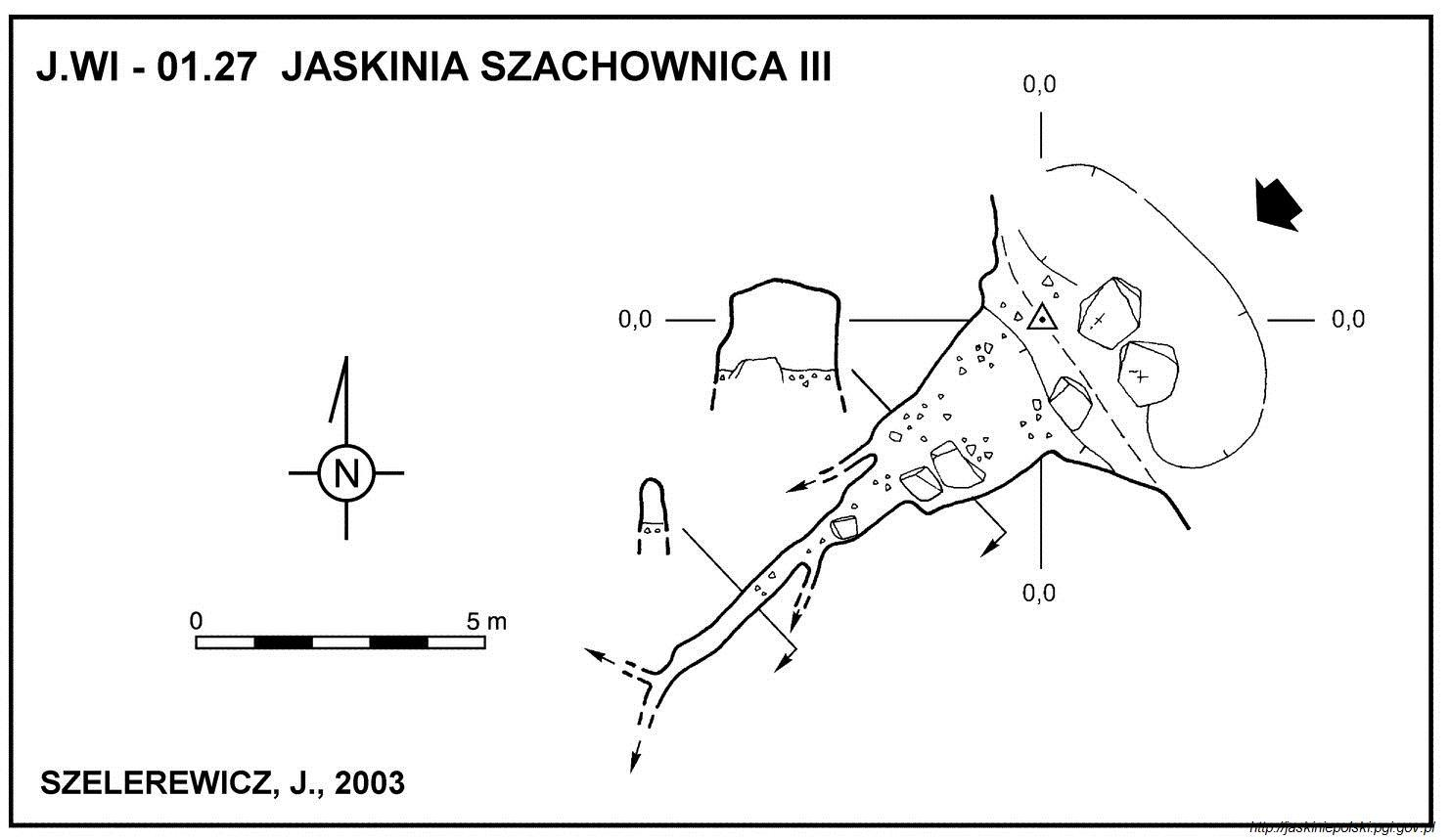
Plan Szachownicy III

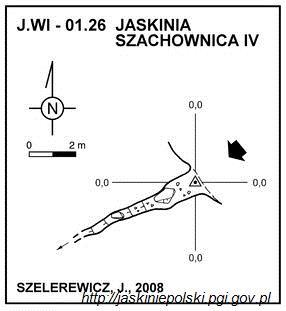
Plan Szachownicy IV

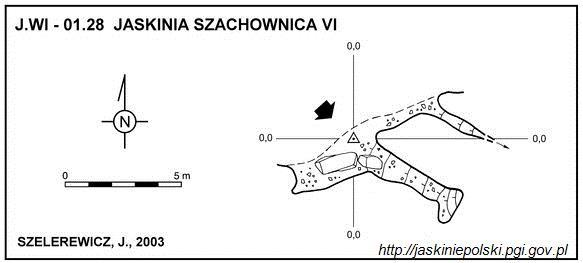
Plan Szachownicy VI

Jaskinia Szachownica – proglacjalna jaskinia znajdująca się w województwie śląskim, w powiecie kłobuckim,  w gminie Lipie.
Zlokalizowana jest na Wyżynie Woźnicko-Wieluńskiej, w granicach rezerwatu przyrody Szachownica, na Krzemiennej Górze – niewielkim, wapiennym, porośniętym buczyną wzgórzu.

## Charakterystyka
Jest to kompleks 5 jaskiń powstały w wyniku dewastacji jednej dużej jaskini podczas wydobywania kamienia wapiennego. Łączna długość korytarzy około 1000 metrów. Główny otwór wejściowy znajduje się na wysokości 215 m n.p.m. System jaskiniowy Szachownicy został odsłonięty w trakcie eksploatacji kamienia. Wyrobisko kamieniołomu przecina Krzemienną Górę w kierunku północ – południe na długości 150 metrów, pasem o szerokości 50 metrów. Eksploatacja spowodowała zniszczenie znacznej części korytarzy i przekształcenie dużego fragmentu jaskini w szerokie na 10-15 metrów korytarze, z całkowitą utratą pierwotnego charakteru. Eksploatacja trwała tutaj do 1962 roku. Przypuszcza się, że długość pierwotnie pojedynczej jaskini mogła znacznie przekraczać 2 kilometry.
Nazwę jaskini zasugerowało przecinanie się jej korytarzy częstokroć pod kątem prostym. Nazwana i pierwszy raz przebadana została w 1972 roku. Naturalne korytarze przeważnie o przebiegu poziomym.
Jest to jaskinia proglacjalna, utworzona przez wody topniejącego lodowca. Młody wiek geologiczny (ok. 10,5 tys. lat) sprawia, że brak tu większych form naciekowych.
Miejsce masowej (ponad 1000 osobników) zimowej hibernacji nietoperzy wielu gatunków, w tym nocka dużego.
W latach 2015–2016 w Jaskini Szachownica prowadzono prace mające na celu zabezpieczenie niestabilnych ścian i stropów jaskini. Roboty prowadzono na dużą skalę (wykonawca firma Novum Servis Spółka z o.o. Zabrze). Wybudowano filary betonowe obmurowane wapiennym kamieniem. Sklejono spękany górotwór, pompując do środka przez otwory iniekcyjne kilkadziesiąt ton kleju mineralno-organicznego. W ten sposób stworzono „płaszcz” ochronny, ograniczający dopływ wody do jaskini, co się powinno przełożyć na ograniczenie, a nawet eliminację mrozowego rozsadzania skały – głównego czynnika niszczącego jaskinię. Końcowym etapem prac było zabezpieczenie stropów i ociosów za pomocą obudowy kotwowej i kotwowo-cięgnowej oraz zamontowanie ochronnej okładziny siatkowej. W ten sposób zabezpieczono jedno z ważniejszych miejsc bytowania nietoperzy w skali europejskiej.

## Szachownica I
Jaskinia Szachownica jest główną jaskinią kompleksu. Łączna długość jej korytarzy wynosi około 600 metrów, a położona jest ona pod wschodnią częścią Krzemiennej Góry. Oś jaskini stanowi poszerzony w wyniku eksploatacji górniczej korytarz położony na linii wschód-zachód, z obszernymi wejściami na obu końcach. Gruz wapienny na dnie to pozostałość prac wydobywczych i postępującej później dewastacji.
Współrzędne geograficzne: 51°03′25″N 18°48′20″E/51,056944 18,805556

## Szachownica II
Łączna długość korytarzy około 200 metrów. Położona pod zachodnią częścią Krzemiennej Góry. Wejście silnie zerodowane.
Współrzędne geograficzne: 51°03′15″N 18°48′30″E/51,054167 18,808333

## Szachownica III, IV, VI
Mniejsze jaskinie wchodzące w skład kompleksu Szachownicy, położone w jego południowej części.

## Szachownica V
Jaskinia jest niedostępna, jej otwory uległy zasypaniu materiałem pochodzącym z obrywów ze ścian wyrobiska.